# Пирятинська вулиця (Прилуки)
Пирятинська вулиця — одна з вулиць Прилук. Існує з давніх часів як дорога на Пирятин, що починалася від Пирятинської брами Прилуцької фортеці. Після початку забудови міста за генпланом 1802 Пирятинський шлях починався від сучасної Автостанції «Прилуки». У 1934 році була перейменована на вулицю Дзержинського, на честь Ф. Е. Дзержинського. Але в 2001 році їй повернули історичну назву — Пирятинська.

## Етимологія урбаноніму
Названа на честь міста Пирятин.

## Розташування
Вулиця бере свій початок від кільцевого перетину вулиць 1-го Травня, Гвардійської і Котляревського. Наприкінці переходить у автодорогу Т-25-01, що веде до Пирятина.
Перетинається вулицями:
- Пирятинський провулок
- вулиця Січових Стрільців
- Залізнична вулиця
- вулиця Промислова
- вулиця Дружби Народів

## Будівлі, споруди, місця
Забудована підприємствами та приватними житловими будинками. Закінчується будинками № 116 і 129.
- 2 — Автовокзал
- 14 — «Маестро Авто», авторозбірка та лімузин-сервіс
- 45 — Прилуцький хлібозавод
- 127 — АТФ-17461
- Південна промзона

## Транспорт
Автобус: 2, 2а, 3, 13, 30
Зупинки: Автовокзал, Меблевий комбінат, вул. Залізнична, вул. Промислова, Залізничний переїзд, Промзона.